# Шанеак
Шанеа́к (фр. и окс. Chanéac) — коммуна во Франции, находится в регионе Рона — Альпы. Департамент коммуны — Ардеш. Входит в состав кантона Сен-Мартен-де-Валама. Округ коммуны — Турнон-сюр-Рон.
Код INSEE коммуны — 07054.

## Население
Население коммуны на 2008 год составляло 266 человек.
| 1962 | 1968 | 1975 | 1982 | 1990 | 1999 | 2008 |
| ---- | ---- | ---- | ---- | ---- | ---- | ---- |
| 390  | 313  | 253  | 243  | 243  | 268  | 266  |

## Экономика
В 2007 году среди 154 человек в трудоспособном возрасте (15—64 лет) 112 были экономически активными, 42 — неактивными (показатель активности — 72,7 %, в 1999 году было 61,1 %). Из 112 активных работали 103 человека (58 мужчин и 45 женщин), безработных было 9 (5 мужчин и 4 женщины). Среди 42 неактивных 10 человек были учениками или студентами, 20 — пенсионерами, 12 были неактивными по другим причинам.

## Фотогалерея
- Церковь
- Карта коммуны